# Getto w Grabowie
Getto w Grabowie – getto żydowskie utworzone podczas II wojny światowej przez okupantów w Grabowie.

## Historia
W styczniu 1940 roku w Grabowie mieszkało 967 Żydów, z czego 142 było uchodźcami z innych regionów, m.in. z Pomorza, Poznania, Kalisza i Łodzi. W grudniu tego samego roku w Grabowie mieszkało 960 Żydów, w tym 60 uchodźców. Prawdopodobnie działał w Grabowie Judenrat, którego przewodniczącym był H. Birenbaum. Getto miało charakter półotwarty.
W pierwszym kwartale 1941 roku do Grabowa przybyło około 400 Żydów z getta w Łęczycy. Kolejnych Żydów z Łęczycy do getta w Grabowie sprowadzono w lutym 1942 roku. W getcie uwięzionych było najprawdopodobniej około 1200 osób. Od połowy 1941 zmuszani byli do pracy w warsztatach na terenie getta, były to głównie zakłady krawieckie. Latem 1941 roku młodych Żydów deportowano z getta do obozów pracy, m.in. do obozu Dornfeld w Zaborowie niedaleko Poznania. 
W styczniu 1942 roku do Grabowa dotarł Szlama Ber Winer, uciekinier z obozu zagłady w Chełmnie nad Nerem. Ber Winer poinformował rabina Jakuba Szulmana o działalności obozu, niedługo później do Grabowa dotarł także Mordechaj Podchlebnik, który uciekł z obozu tego samego dnia. Szulman poinformował o tym następnie Judenrat w getcie łódzkim oraz swoją rodzinę w getcie warszawskim.
W kwietniu 1942 roku pozostający więźniowie getta, około 1240 osób, zostali deportowani do obozu zagłady w Chełmnie i zamordowani. Akcja likwidacyjna przeprowadzona została 10 kwietnia, więźniowie getta gromadzeni byli w kościele, a stamtąd ciężarówkami wywożono ich do Chełmna.